# Sesvetska Selnica
Sesvetska Selnica Szeszvete városnegyed része, 1991 előtt Zágráb fővároshoz tartozó önálló település Horvátországban. Közigazgatásilag a fővároshoz tartozik.

## Fekvése
Zágráb városközpontjától 14 km-re keletre, a Črnec-pataktól és a városból Vrbovecre és Belovárra menő régi úttól délre, az A4-es autópálya nyugati oldalán fekszik.

## Története
Az első katonai felmérés térképén „Szelnicza” néven található. Lipszky János 1808-ban Budán kiadott repertóriumában „Szelnicza” néven szerepel. Zágráb vármegye Zágrábi járásához tartozott. Az első világháború után az új délszláv államhoz, majd 1929-től a Jugoszláv Királysághoz tartozott. 1941 és 1945 között a Független Horvát Állam része volt, majd a szocialista Jugoszlávia fennhatósága alá került. 1991-től a független Horvátország része.

## Egyesületek
A DVD Sesvetska Selnica önkéntes tűzoltó egyesületet 1985-ben alapították.